# Hubert Grenier
Pour les articles homonymes, voir Grenier.
Hubert Grenier est un philosophe français né le 13 janvier 1929 à El Biar (Algérie Française) et mort le 13 juillet 1997 à Paris 5e,,,.

## Biographie
Élève de l'École normale supérieure à partir de 1949 et agrégé de philosophie en 1953, élève de Michel Alexandre, dont la rencontre avec Alain fut décisive pour lui, Hubert Grenier fut professeur de philosophie au Lycée Louis-le-Grand en khâgne pendant 25 ans, après avoir enseigné à Constantine, à Tunis, à Poitiers puis au lycée Lakanal à Sceaux.
Il fut longtemps membre puis secrétaire du jury d'agrégation.
Un choix de ses cours a été publié sous le titre La liberté heureuse, les choix des textes ayant été établis à partir de ses manuscrits par Ollivier Pourriol,, ancien élève,, et ami.
En 1995, il est fait chevalier de la Légion d'honneur.

## Publications
- Les grandes doctrines morales, préface inédite d'Ollivier Pourriol, troisième édition corrigée et augmentée, Paris, Presses universitaires de France, Humensis, 2017.
- La liberté heureuse : cours et conférences, rassemblés, édités et préfacés par Ollivier Pourriol, Paris, éditions Grasset, 2003[14].
- Les grandes doctrines morales, seconde édition, Paris, Presses universitaires de France, 1994.
- Les grandes doctrines morales, Paris, Presses universitaires de France, 1989[15].
- Uchronie, 1876, par Charles Renouvier, texte revu par Hubert Grenier, Paris, Fayard, 1988[16].
- La connaissance philosophique, Paris, Masson, 1973[17],[18],[19].
- Aliénation et liberté, par Nicolas Grimaldi, avant-propos par Hubert Grenier, Paris, Masson, 1972[20].